# Mortagne (Vosges)
Mortagne település Franciaországban, Vosges megyében. Lakosainak száma 188 fő (2022. január 1.). Mortagne Autrey, La Bourgonce, Brouvelieures, Domfaing, Fremifontaine, Les Rouges-Eaux, Saint-Dié-des-Vosges, Saint-Michel-sur-Meurthe és Taintrux községekkel határos.

## Népesség
A település népességének változása:
| Lakosok száma | 159  | 163  | 169  | 170  | 171  | 171  | 173  | 181  | 188  |
|               | 2013 | 2015 | 2016 | 2017 | 2018 | 2019 | 2020 | 2021 | 2022 |